# WeCrashed
WeCrashed, ou WeCrashed : La Chute d'un empire au Québec, est une mini-série dramatique américaine en huit épisodes d'environ 53 minutes créée par Lee Eisenberg et Drew Crevello diffusée entre le 18 mars et le 22 avril 2022 sur Apple TV+.
Elle est basée sur le podcast WeCrashed: The Rise and Fall of WeWork de Wondery qui retrace l'histoire de WeWork.

## Synopsis
La série suit l'ascension fulgurante et la chute inévitable de WeWork, l'une des plus importantes start-ups au monde, et de ses créateurs narcissiques dont l'amour chaotique a rendu tout cela possible.

## Distribution
Sauf indication contraire, les informations mentionnées dans cette section peuvent être confirmées par les bases de données cinématographiques IMDb et Allociné,  présentes dans la section « Liens externes ».

### Acteurs principaux
- Jared Leto (VF : Valentin Merlet) : Adam Neumann, cofondateur de WeWork
- Anne Hathaway (VF : Caroline Victoria) : Rebekah Neumann, la femme d'Adam Neumann
- Kyle Marvin (VF : Jérémy Prévost) : Miguel McKelvey, cofondateur de WeWork

### Acteurs secondaires
- America Ferrera (VF : Delphine Braillon) : Elishia Kennedy
- O. T. Fagbenle (VF : Gilles Morvan) : Cameron Lautner
- Theo Stockman (VF : Gilduin Tissier) : Jacob
- Anthony Edwards (VF : Jean-François Aupied) : Bruce
- Steven Boyer (VF : Yann Guillemot) : Matthew
- Kim Eui-sung (VF : Marc Saez) : Masayoshi Son
- Cricket Brown (VF : Diane Kristanek) : Chloe Morgan
- Campbell Scott (VF : Guy Chapellier) : Jamie Dimon
- Kelly AuCoin : Scott Galloway

## Production

### Développement
Après la signature par Lee Eisenberg d'un accord global pluriannuel avec Apple TV+, il a été signalé qu'une série dramatique basée sur l'histoire de WeWork était en cours de développement dès février 2020,.
Il a été annoncé en décembre 2020 qu'Apple TV+ développait la série, Jared Leto étant en négociations pour jouer le rôle principal. John Requa et Glenn Ficarra ont été annoncés comme réalisateurs et Lee Eisenberg et Drew Crevello comme créateur et rédacteur, respectivement.
Le mois suivant, Apple TV+ annonce officiellement le programme et dévoile qu'il durera huit épisodes. Il est confirmé également que Jared Leto y jouera aux côtés d'Anne Hathaway, et que les deux agiront également à titre de producteurs exécutifs,.
La série doit commencer le 18 mars suivant, avec la diffusion de ses trois premiers épisodes, la bande-annonce sort le 24 février tandis que l'avant première a lieu le jour précédent le début de sa diffusion.

### Attribution des rôles
En décembre 2020, il est dévoilé que Jared Leto est en négociations pour jouer dans la série, cependant aucune information quant à son rôle n'est révélée.
Le 29 janvier 2021, lors de l'annonce officielle du programme, il est confirmé que Jared Leto et Anne Hathaway joueront les rôles principaux.
En avril 2021, il est révélé que Kyle Marvin fera partie de la distribution principale en tant que Miguel McKelvey, l'un des cofondateurs de WeWork.
America Ferrera, O. T. Fagbenle, et Theo Stockman sont par la suite ajoutés à la distribution,.

### Tournage
En mai 2021, Anne Hathaway a été aperçue en train de filmer pour la série à New York, elle déclarera sur ses réseaux sociaux le 21 septembre 2021 que le tournage était terminé.

## Épisodes
La mini-série a commencé sa diffusion le 18 mars 2022 avec ses trois premiers épisodes et s'est achevée le 22 avril suivant.
1. Là où tout commence (This Is Where It Begins)
2. Macha Macha Macha (Masha Masha Masha)
3. Camp de vacances (Summer Camp)
4. 4.4 (4.4)
5. Se donner à fond (Hustle Harder)
6. Courage (Fortitude)
7. Le Pouvoir du nous (The Power of We)
8. L'Argent (The One With All the Money)

## Accueil critique
Challenges souligne, au détour d'un article sur WeWork, que Jared Leto est « éblouissant dans le rôle du fondateur » et que son rôle fera qu'il est nommé aux Satellite Awards.